# Балинт, Гаврил
Гаври́л Пеле́ (Га́би) Ба́линт (рум. Gavril Pele «Gabi» Balint; род. 3 января 1963, Сынджеорз-Бэй, жудец Бистрица-Нэсэуд, СРР) — румынский футболист и футбольный тренер. В настоящее время работает спортивным комментатором на румынском телевидении.

## Карьера
В качестве игрока известен выступлением за румынский клуб «Стяуа» и испанский «Реал Бургос», провел 34 игры за сборную Румынии. Тренерскую карьеру начал в середине 90-х годов, работал помощником главного тренера сборной Румынии, тренировал национальную сборную Молдавии по футболу.

## Статистика карьеры
- Чемпионат Румынии по футболу: 264 игр, 70 голов
- Чемпионат Испании по футболу: 83 игры, 28 голов
- Кубок европейских чемпионов: 30 игр, 6 голов
- Кубок обладателей кубков УЕФА: 2 игры, 0 голов
- Сборная Румынии по футболу: 34 игры, 14 голов

## Достижения
В качестве игрока:
- Стяуа
  - Чемпионат Румынии:
    - Победитель: 1985, 1986, 1987, 1988, 1989

  - Кубок Румынии по футболу:
    - Победитель: 1985, 1987, 1988, 1989

  - Кубок европейских чемпионов:
    - Победитель: 1986
    - Финалист: 1989

  - Суперкубок УЕФА:
    - Победитель: 1986

  - Межконтинентальный кубок:
    - Финалист: 1986
- Молодёжная сборная Румынии
  - Чемпионат мира среди молодёжных команд:
    - 3-е место: 1981

 В качестве тренера:
- Шериф
  - Чемпионат Молдавии:
    - Победитель: 2003

  - Суперкубок Молдавии:
    - Победитель: 2003

  - Кубок чемпионов Содружества:
    - Победитель: 2003